# Руд Гелс
Гертруида Марија Руд Гелс (хол. Geertruida Maria Ruud Geels; 28. јул 1948 — 18. новембар 2023) био је холандски фудбалер.

## Каријера
Играо је на позицији нападача. За репрезентацију Холандије је одиграо 20 утакмица и постигао 11 голова. Учествовао је на Светском првенству 1974, Холандија је освојила друго место, пораз од Западне Немачке у финалу. Године 1976. са холандском репрезентацијом освојио је бронзану медаљу на Европском првенству у Југославији. Био је голгетер, познат по доброј игри главом. Један је од само два фудбалера (други је Роналд Куман) који је играо за велику тројку холандског фудбала — Ајакс, ПСВ Ајндховен и Фејнорд.
Преминуо је 18. новембра 2023. у 75. години.

## Успеси
Фејнорд
- Ередивизија: 1968/69.
- Куп Холандије: 1968/69.
- Куп европских шампиона: 1969/70.[2]

Клуб Бриж
- Првенство Белгије: 1973.

Ајакс
- Ередивизија: 1976/77.[3]

Андерлехт
- УЕФА суперкуп: 1978.[4][5]

Холандија
- Светско првенство финале: 1974, 1978.
- Европско првенство треће место: 1976.